# Saxifraga granulata
Saxifraga granulata, commumente conhecida como sanícula-dos-montes,  é uma espécie de planta com flor pertencente à família Saxifragaceae.
A autoridade científica da espécie é L., tendo sido publicada em Species Plantarum 1: 398. 1753.
Dá pelos nomes comuns de mosquinos, saxífraga., quaresmas, sanícula-dos-montes, saxifraga-branca

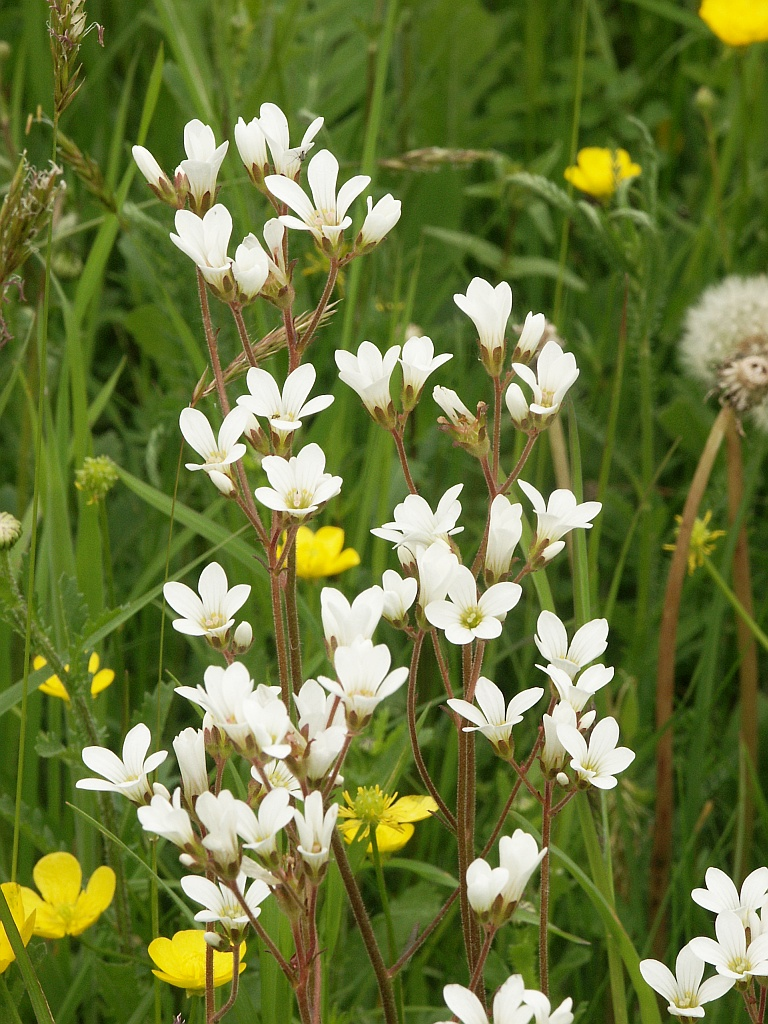
Quaresmas em flor

Distingue-se da saxifraga cintrana, porque tem pétalas glabras na página superior, ao passo que aquela as tem recobertas de pêlos glandulosos no mesmo sítio.
Trata-se de uma planta herbácea, por vezes lenhosa na base, perene e policárpica. São dotadas de talos floríferos, ramosos com mais de 10–50 cm.
As folhas, que tanto podem ser simples, como ternadas, geralmente em rosetas ou alternas, raramente são opostas. Têm um pecíolo grande, numa roseta laxa, de lóbulos arredondados, com bolbilhos nas axilas foliares.
As flores , geralmente vistosas e hermafroditas, são pentâmeras e chegam aos 1,5 cm de diâmetro, numa inflorescência laxa, aparecendo em panículas flácidas no estremo dos talos ramificados. As pétalas, que são 5, podem ser brancas - por vezes com mancha de outra cor- ou rosadas ou arroxeadas ou amarelas, assumem um formato obovado, mas mais compridas que as sépalas. O cálice é veloso com sépalas lanceolado-lineares, maiores que o tubo.
Floresce de Março a Junho.
O fruto é bilocular, em cápsula rematada pelos estilos.
Reparte-se por grande parte da Europa, concentrando-se mais na Europa Ocidental e Central. No Sul da Europa a espécie fixa-se mais na parte ocidental, cingida entre a Sicília e a Península Ibérica. Encontra-se também presente na orla ocidental do Norte de África.
Na Europa Setentrional não vai além da Suécia central.

## Portugal
Trata-se de uma espécie presente no território português, nomeadamente em Portugal Continental. Mais concretamente, nas zonas do Noroeste ocidental,  Noroeste montanhoso, Nordeste ultrabásico, Nordeste leonês, Terra quente e Terra fria transmontana, Centro-norte, Centro-oeste calcário, Centro-oeste arenoso, Centro-oeste olissiponense, Centro-oeste cintrano, Centro-leste motanhoso, Centro-leste de campina, Centro-sul miocénico, Centro-sul arrabidense, Centro-sul plistocénico, Sudeste meridional, Sudoeste setentrional, Sudoeste meridional, Sudoeste montanhoso, Barrocal algarvio e nas Berlengas.
Em termos de naturalidade é nativa da região atrás indicada.

## Ecologia

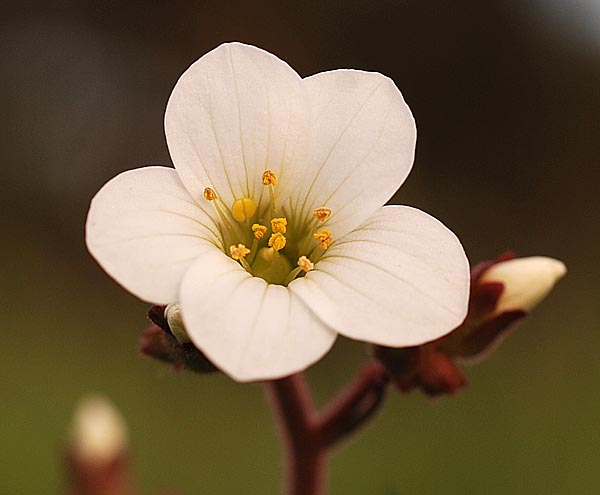
Flor da saxífraga, as pétalas têm nervuras negras

Planta rupícola, prospera entre as escarpas e fragas, nas  charnecas herbáceas ou na orla de florestas. Tende a preferir sítios fragosos, úmbrios e higrófilos e as penedias. É capaz de medrar tanto em solos ácidos como em básicos.

## Protecção
Não se encontra protegida por legislação portuguesa ou da Comunidade Europeia.
A Saxifraga granulata foi descrita por Carlos Linneo e publicada na obra Species Plantarum 1: 398. 1753.

## Citologia
O número de cromossomas da Saxifraga granulata (Fam. Saxifragaceae) e táxones infraespecíficos cifra-se nos: n=26, 28. 2n=52. n=11,22,24,26

## Etimologia

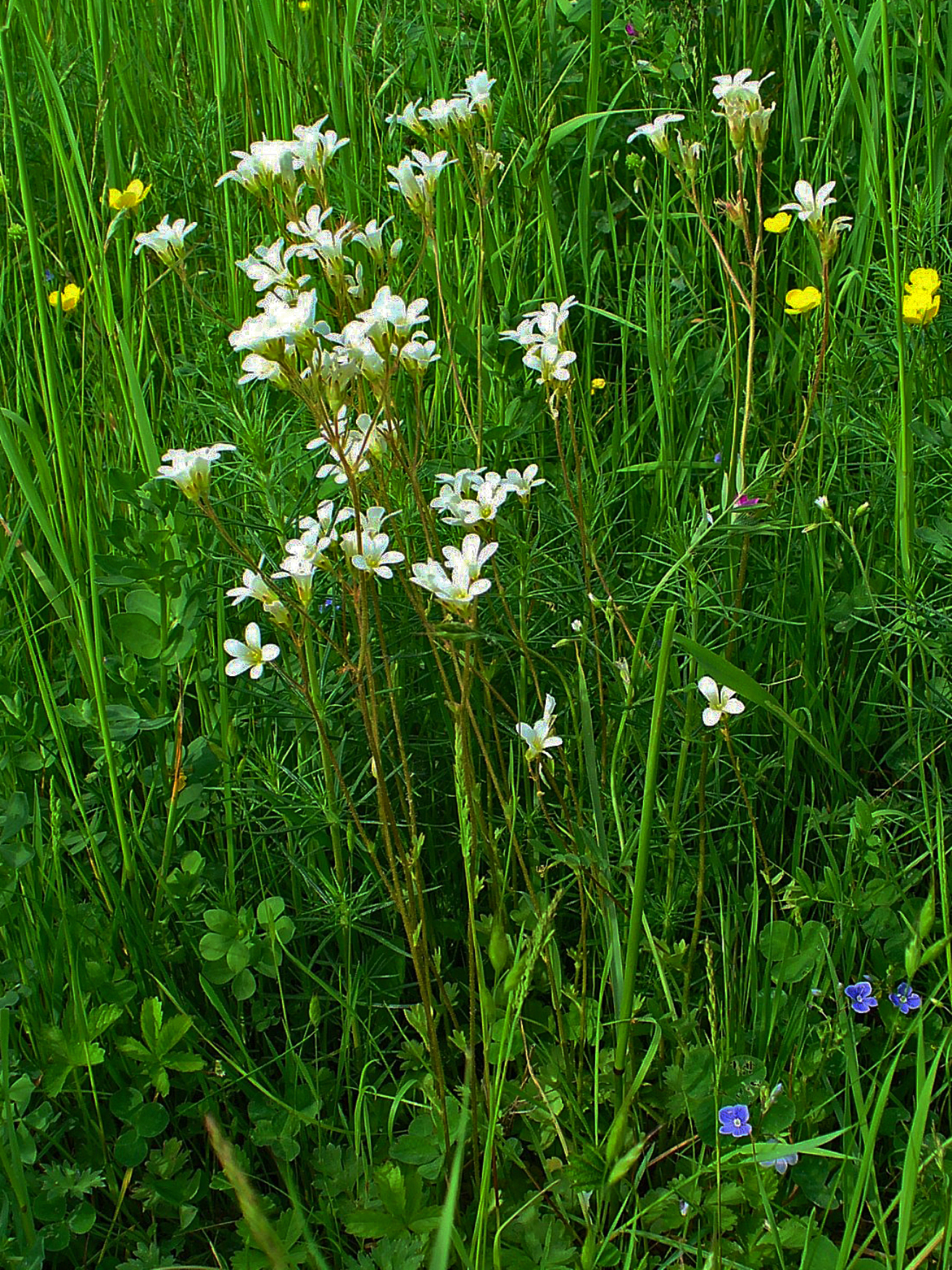
Sanícula-dos-montes no seu habitat natural

Saxifraga: nome genérico que vem do latim saxum, ("pedra; rocha") e frangere, ("partir; quebrar").
Os antigos atribuíam a estas plantas a capacidade de partir seixos com as próprias raízes, bem como a propriedade medicinal de tratar problemas de cálculos urinários.
granulata: epíteto latino que significa "granular".

## Sinonímia
- Evaiezoa granulata Raf.
- Saxifraga carnosa
- Saxifraga corymbosa Lucé
- Saxifraga glaucescens Reut.
- Saxifraga granulata subsp. fernandesii Redondo & Horjales
- Saxifraga granulata subsp. glaucescens (Reut.) Rivas Mart., Fern.Gonz. & Sánchez Mata
- Saxifraga penduliflora Bastard
- Saxifraga rouyana Magnier[16]
- Saxifraga granulata L. subsp. granulata
- Saxifraga granulata L. var. gracilis Engl.
- Saxifraga granulata L. var. gracilis Lange pro parte
- Saxifraga granulata L. var. granulata

## Híbridos
- Saxifraga x arendsii
- Saxifraga x freibergii
- Saxifraga x haussknechtii
- Saxifraga x prudhommei
- Saxifraga x vivantia[17]

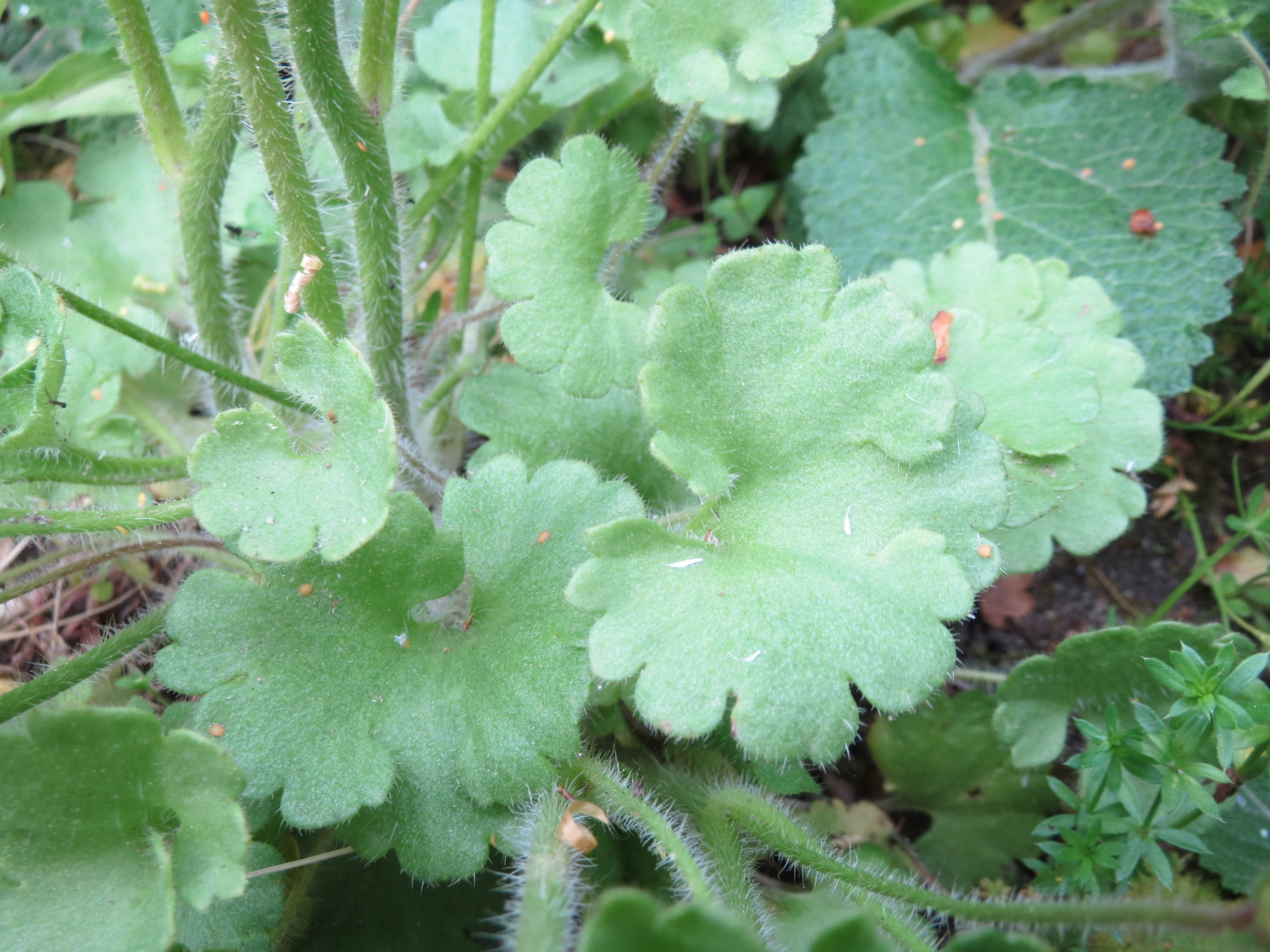
Folhas da saxífraga-branca

A planta foi usada na Antiguidade, conhecendo ainda módico, em época ulteriores, uso na confecção de mezinhas, para tratar as pedras dos rins e da bexiga, dissolvendo-as.
Pode ser usada na confecção de semolina.